# Orawicko-Witowskie Wierchy
Die Arwa-Witów-Gipfel (polnisch Orawicko-Witowskie Wierchy) ist ein Gebirge in der Ostslowakei und polnischen Woiwodschaft Kleinpolen im Kreis Powiat Tatrzański und den Gemeinden Zakopane, Kościelisko und Czarny Dunajec. Es liegt an der Grenze zwischen den historischen Regionen Orava und Podhale. Der Hauptkamm bildet die Grenze zwischen den beiden Regionen und Staaten.

## Lage
Das Gebirge liegt nördlich der Westtatra (Grenze ist der Graben Rów Podtatrzański), südlich des Kessels Kotlina Nowotarska, westlich des Pogórze Gubałowskie (Grenze ist der Gebirgsfluss Czarny Dunajec) und östlich der Skoruszyńskie Wierchy (Grenze ist der Gebirgsfluss Orawica), im Gebirgszug des Pogórze Spisko-Gubałowskie. Es hat den Charakter eines Mittelgebirges. Die höchste Erhebung stellt mit 1232 m. ü.N.N. die Magura Witowska dar.

## Tourismus
Das Pogórze Gubałowskie ist relativ dünn besiedelt. Der polnische Teil des Gebirgszugs ist dichter besiedelt als der slowakische. Auf polnischer Seite befindet sich das Skigebiet Witów-Ski. Am Gebirgsfluss Dunajec in Chochołów liegt das Thermalbad Termy Chochołowskie.

## Panorama

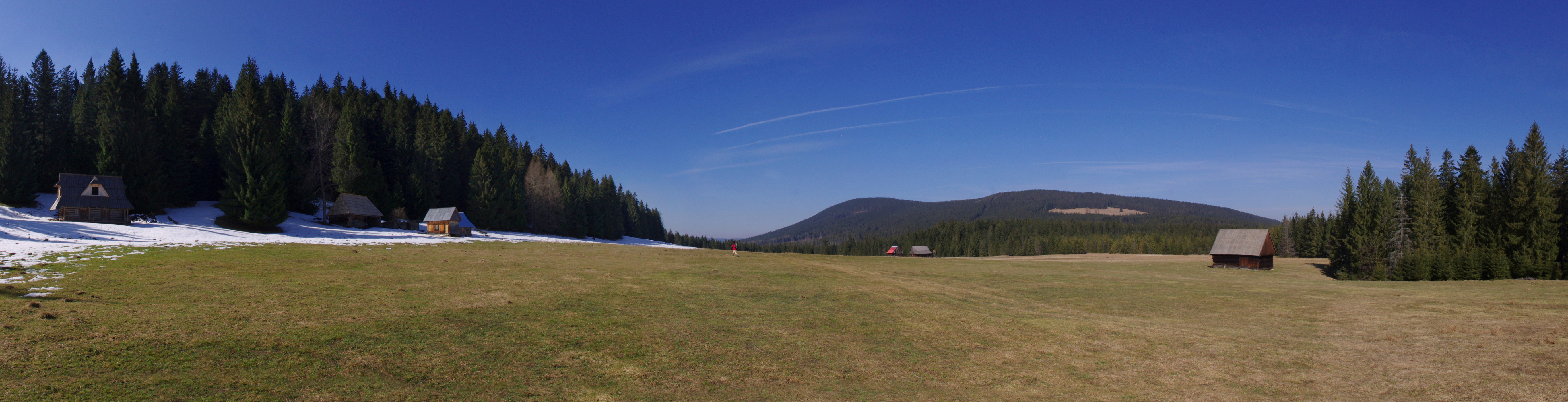
Blick auf die Alm Molkówka auf der polnischen Seite mit der Magura Witowska im Hintergrund

## Nachweise
- Witold Henryk Paryski, Zofia Radwańska-Paryska: Wielka encyklopedia tatrzańska. Wydawnictwo Górskie, Poronin 2004, ISBN 83-7104-009-1